# Parsberg (stacja kolejowa)
Parsberg – stacja kolejowa w Parsberg, w kraju związkowym Bawaria, w Niemczech. Znajdują się tu 2 perony.